# Marko Bulat (cầu thủ bóng đá)
Marko Bulat (Kirin Serbia: Марко Булат; sinh 30 tháng 6 năm 1997) là một hậu vệ bóng đá Serbia.

## Sự nghiệp câu lạc bộ

### Jagodina
Anh ra mắt tại Serbian SuperLiga cho Jagodina trong chuyến làm khách trước Radnički Kragujevac ngày 28 tháng 5 năm 2014.